# کوهس (نیویورک)
کوهس (به انگلیسی: Cohoes) شهری در شهرستان آلبانی ایالت نیویورک است که در سرشماری سال ۲۰۱۰ میلادی، ۱۶۱۶۸ نفر جمعیت داشته است. کوهس، به‌طور رسمی در تاریخ ۱۸۶۹ میلادی به‌عنوان یک شهر شناخته شد.